# Ur (lục địa)

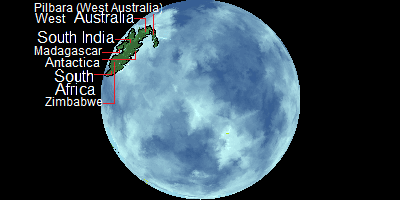
Hình ảnh có thể là của lục địa Ur (theo phỏng đoán) trong liên đại Đại Tiền Thái cổ.

Ur là một lục địa được đặt giả thuyết là đã hình thành cách đây 3 tỷ năm trong giai đoạn đầu của liên đại Thái Cổ.
Ur kết nối với các lục địa Nena và Atlantica khoảng 1 tỷ năm trước để tạo thành siêu lục địa Rodinia. Ur tồn tại trong một thời gian dài, cho đến khi nó lần đầu tiên bị tách rời ra khi siêu lục địa Pangaea bị tách ra vào khoảng 208 triệu năm trước (Ma) thành Laurasia và Gondwanaland. Ngày nay, nó là một phần của châu Phi, Úc, Ấn Độ và Madagascar. Trong giai đoạn đầu của sự tồn tại của nó, nó có lẽ là lục địa duy nhất trên Trái Đất, và được một số người cho là một siêu lục địa, mặc dù có lẽ nó còn nhỏ hơn cả nước Úc ngày nay.

## Lịch sử của Ur

Sự trôi dạt của các lục địa

- ~3 tỷ năm trước (Ga), Ur hình thành như là lục địa duy nhất trên Trái Đất.
- ~2,8 Ga, Ur là một phần của siêu lục địa lớn Kenorland.
- ~2 Ga, Ur là một phần của siêu lục địa lớn Columbia.
- ~1 Ga, Ur là một phần của siêu lục địa lớn Rodinia.
- ~550 triệu năm trước (Ma), Ur là một phần của siêu lục địa lớn Pannotia.
- ~300 Ma, Ur là một phần của siêu lục địa lớn Pangaea.
- ~208 Ma, Urbị tách ra thành các phần của Laurasia và Gondwana.
- ~65 Ma, phần châu Phi của Ur bị xé ra tạo thành một phần của Ấn Độ.
- ~ngày nay, một phần của Ur là Australia và Madagascar.